# Шамкирски рејон
Шамкирски рејон (азер. Şəmkir rayonu), једна је од 78 административно-територијалних јединица Азербејџана. Налази се у западном делу земље, у пределу познатом као Ганџа-Казашки регион. Административни центар рејона се налази у граду Шамкир. 
Шамкирски рејон обухвата површину од 1.660 km² и има 196.100 становника (подаци из 2011). 
Административно, рејон се даље дели у 57 мањих општина.